# Drassodes russulus
Drassodes russulus är en spindelart som först beskrevs av Tord Tamerlan Teodor Thorell 1890.  Drassodes russulus ingår i släktet Drassodes och familjen plattbuksspindlar. Inga underarter finns listade i Catalogue of Life.